# Дуалістична монархія
Дуаліст́ична монáрхія (двоїста монархія) — форма державного правління, за якої поряд з монархом функціонують парламент і уряд. Глава держави особисто формує уряд, який відповідальний не перед парламентом, а перед монархом. Монарх має право вето на закони, які приймає парламент.

## Загальна характеристика
Дуалістична монархія з'явилася в XVIII столітті. У результаті компромісу між зростаючою буржуазією й ще панівною феодальною верхівкою суспільства й була історично перехідною формою від абсолютної монархії до парламентарної. Дуалістична монархія характерна для періодів переходу від феодальних відносин і абсолютизму до капіталізму і є відбиттям спроби монархії примирити інтереси феодалів і буржуазії. Вона містить у своєму змісті елементи монархії та незначні елементи парламентської форми правління. Але, на відміну від парламентської монархії, при дуалістичній монархії перевага все-таки залишається за монархом і його оточенням. Політичний режим, зазвичай, має авторитарний характер.
Главою держави є монарх, який зосереджує в своїх руках виконавчу владу. Його повноваження обмежені конституцією. Зазвичай він формує уряд (відповідальний перед ним), керує збройними силами, призначає членів парламенту, видає надзвичайні укази, що мають силу закону (не мають потреби в схваленні парламентом). Також глава держави має право розпустити парламент і накласти вето на рішення парламенту. Іноді буває так, що монарх певний час керує державою одноособово.
Законодавчим органом є парламент, який обмежує владу монарха і уряду. Він формується на основі загальних виборів. Зазвичай його влада сильно обмежена загрозою розпуску. Історичними прикладами держави з такою формою правління можна навести Німецьку імперію 1871–1918 років, Російську імперію 1905–17 років.

## Сучасні дуалістичні монархії
Бутан, Марокко до прийняття конституції 2011 року, Ліхтенштейн, Йорданія, Кувейт, Есватіні, Непал.
Ліхтенштейн. Глава держави — князь, який фактично здійснює управління державою, візує законодавчі акти, що приймаються ландтагом (парламентом), представляє Ліхтенштейн у взаєминах з іншими державами, призначає державних службовців, має право помилування. Законодавчий орган — ландтаг, який складається з 25 депутатів, що обираються прямим таємним голосуванням за системою пропорційного представництва (15 депутатів від Оберланда і 10 депутатів від Унтерланда) строком на 4 роки. З відома парламенту князь призначає коаліційний уряд у складі його голови і 4 радників (три представники парламентської більшості й два представники опозиції).
Суспільне і політичне життя Ліхтенштейну регламентоване конституцією, прийнятою 5 жовтня 1921 і доповненою поправками.
Кувейт. Головою держави виступає монарх — емір. Емір призначає главу уряду, має право розпустити парламент, затверджує законопроєкти, призначає міністрів уряду (за поданням прем'єр-міністра), видає укази, що мають силу закону. Також він є головнокомандувачем збройних сил. Згідно з конституцією емір має юридичну недоторканність. Законодавчим органом є парламент — Національні збори. Вони складаються з 50 депутатів котрі обираються на 4 роки шляхом прямих виборів на таємному голосуванні. Національні збори затверджують спадкоємця престолу.
Йорданія. Головою Йорданського Королівства є король. Монарх має такі повноваження: керівництво збройними силами, оголошення війни і укладання миру, ратифікація угод, призначення членів Сенату і спікера Сенату, призначення виборів до Палати депутатів, скликання парламенту (Національних зборів), розпуск парламенту (після розпуску парламенту король може протягом року правити країною одноосібно). Також король має судові деякі судові повноваження: помилування чи скасування вироку суду, підтвердження смертного вироку.
Виконавчу владу здійснює уряд (Рада міністрів). Міністрів та прем'єр-міністра призначає та звільняє король. Рада міністрів несе відповідальність перед Палатою депутатів. Тобто уряд несе подвійну відповідальність. Законодавча влада належить Національним зборам, що складаються з Сенату і Палати депутатів (80 осіб). Члени палати депутатів обираються шляхом загальних прямих виборів.
Есватіні. Виконавча і законодавча влада належить королю. Він призначає прем'єр-міністра та міністрів, а також своїх представників в парламенті. Законодавча влада — двопалатний парламент (Лібандла), що складається з Національних Зборів (55 депутатів обираються виборцями і 10 призначаються королем) і Сенату (сенаторів призначаються Національними Зборами, 20 — королем).